# Quảng Nghĩa
Quảng Nghĩa là một xã thuộc thành phố Móng Cái, tỉnh Quảng Ninh, Việt Nam.
Xã Quảng Nghĩa có diện tích 62,74 km², dân số năm 1999 là 2.676 người, mật độ dân số đạt 43 người/km².